# El expreso de Chicago
El expreso de Chicago (título original: Silver Streak) es una película estadounidense de 1976, dirigida por Arthur Hiller y protagonizada por Gene Wilder y Richard Pryor en los roles principales. La película combina intriga, acción, misterio, comedia y romance. La banda sonora fue compuesta por Henry Mancini. El éxito de la película representó el principio de la colaboración entre Wilder y Pryor, quienes actuaron juntos en cuatro películas más.

## Argumento
George Caldwell (Gene Wilder) es un editor de libros que viaja a bordo de un tren de largo recorrido para asistir a la boda de su hermana en la ciudad de Chicago. Durante el viaje, conoce a Hildegarde "Hilly" Burns (Jill Clayburgh), la secretaria del profesor Schreiner, un historiador que viaja a Chicago para publicar un nuevo trabajo sobre Rembrandt en el Instituto de Arte de Chicago. El profesor desaparece durante la noche y George cree haberlo visto muerto. Sus averiguaciones no tardan en inquietar al autor del crimen, Roger Deverau (Patrick McGoohan).

## Filmación
- Colin Higgins concibió el guion a mediados de 1974, cuando viajaba en tren de Los Ángeles a Chicago.
- La película supuso la primera colaboración entre Gene Wilder y Richard Pryor, aunque Pryor no aparece más que unos cuarenta minutos.
- Fue el productor de la saga Bond (Broccoli) quien se fijó en Richard Kiel para el papel de "Tiburón" en La espía que me amó.
- La compañía AMTRAK decidió no cooperar en la película, pensando que un descarrilamiento podría dar una mala imagen. Como resultado, cooperaron Canadian Pacific bajo el nombre ficticio "AMRoad" y Chicago and Northwestern para la secuencia en la terminal de Chicago y en las escenas de aproximación a Chicago.
- Algunas escenas de acción, fueron rodadas por el mismo Gene Wilder, aunque se arriesgaba a caer de un acantilado en las Montañas Rocosas de Alberta.
- El biplano utilizado en la película es un De Havilland DH.82 Tiger Moth. Las escenas aéreas fueron rodadas en el Desierto de Mojave en California.[2]
- Gene Wilder dijo que adoraba su parte del guion. Le gustaba el hecho de que "podía realizar escenas de acción como Errol Flynn".
- Se envió el papel de Deverau a Robert Vaughn, pero éste declinó la oferta al saber que Patrick McGoohan había aceptado el papel. Así que se le invitó a ver la producción y se hizo amigo de Gene Wilder.[2]
- En una ocasión Gene Wilder estaba en el estudio de la Fox y coincidió con Cary Grant, que bajaba de un taxi. Grant, que había visto varias veces la película mientras navegaba en el RMS Queen Elizabeth 2 con su hija, preguntó: "¿Ha notado usted que cada vez que se coge a un hombre corriente, como usted y yo, y se le mete en una situación que le sobrepasa, el resultado es un gran thriller?".[3]
- Las tomas exteriores de la película fueron filmadas en el Oeste rural de Estados Unidos y parte en Los Ángeles, Canadá, Alberta y Chicago.[2]
- Tiene una puntuación del 88% en Rotten Tomatoes.[4]
- La película recaudó 51.079.064$ del año 1976 siendo uno de los principales éxitos de dicho año.[4]

## Premios y Honores
- Reconocimiento del American Film Insitute
- Nominación al Oscar: mejor sonido
- Nominación a los Globos de Oro: mejor actor - Gene Wilder.
- Círculo de críticos de Nueva York: Nominada a Mejor Actor de reparto
- La película fue la elegida para la Royal Film Performance en 1977.

## Reparto
- Gene Wilder - George Caldwell
- Richard Pryor - Grover T. Muldoone
- Jill Clayburgh - Hildegarde "Hilly" Burns
- Patrick McGoohan - Roger Devereau
- Ned Beatty - Bob Sweet | agente del FBI
- Clifton James - Sheriff Oliver Chauncey
- Ray Walston - Edgar Whiney
- Richard Kiel - Reace
- Scatman Crothers - Portero Ralston
- Len Birman - Jefe de policía Donaldson
- Lucille Benson - Rita Babtree
- Stefan Gierasch - Profesor Schreiner / Johnson
- Valerie Curtin - Plain Jane
- Fred Willard - Jerry Jarvis
- Henry Beckman - Congresista

## Banda sonora
La banda sonora fue compuesta por Henry Mancini. La música de la película se centra a partir de su característico tema principal. 
La banda sonora original de la película se compone de las siguientes canciones:
- Main Title (empieza con un leitmotiv repetido)
- Hilly's theme
- Runaway train
- This Is Terrific
- Bye Bye Professor Lie Down George
- On To Kansas (Hilly's Theme)
- The Fun Of Flying
- Club Car Rock
- Sneaky George
- I'll Try
- Gold Teeth
- Son Of This Is Terrific
- Pure Pussy
- Shoe Shine
- Men's Room Rock
- The Swirl Effect
- End Titles

### Temas eliminados
- Scenic Route - Henry Mancini
- Something For Jill (Música de Jazz, a) - Mancini
- Redneck Blues

## Ficha de doblaje
- Gene Wilder - Rogelio Hernández
- Jill Clayburgh - Rosa Guiñón
- Richard Pryor - Ricardo Solans
- Patrick McGoohan - Arsenio Corsellas
- Ned Beatty - Joaquín Díaz